# Nitzschia pura
Nitzschia pura – gatunek okrzemek występujących w różnych typach wód słodkich. 

## Morfologia
okrywy linearno-lancetowate do lancetowatych z mniej lub bardziej główkowato wyciągniętymi końcami. Długość 25–75 μm, szerokość 3–4 μm. Fibule 14-24 (zwykle 16–20) na odcinku 10 μm, wybitnie wąskie, obie fibule środkowe pozostają w takiej samej odległości od siebie jak pozostałe. Prążki 40–50 w 10 μm, przy czym w mikroskopie świetlnym bez specjalnych efektów oświetleniowych nierozpoznawalne.

## Ekologia
Optimum znajduje się w oligo- do β-mezosaprobowych wodach płynących i jeziorach w wysokich górach, ale liczne znaleziska pochodzą z ubogich w wapń wód w górach i na nizinach. Gatunek ten często występuje razem z morfologicznie podobną Nitzschia sublinearis.
W polskim wskaźniku okrzemkowym dla oceny stanu ekologicznego rzek przypisano mu wartość wskaźnika trofii równą 1,9 natomiast wskaźnika saprobii 1,8, co potwierdza preferencje do niezanieczyszczonych. 
Po raz pierwszy opisano z peryfitonu porastającego makrofity w jeziorze Pulvermaar w górach Eifel. Gatunek notowany w różnych miejscach Europy, Ameryki Północnej i Kolumbii, Rosji, także na Dalekim Wschodzie, oraz na Tasmanii.

## Gatunki podobne
Wykazuje duże podobieństwo do Nitzschia palea, która jednak posiada szerzej rozstawione fibule (9–17 w 10 μm). Podobnie też liczba prążków jest u N. palea mniejsza (28–40 w 10 μm), co jednak przy identyfikacji w mikroskopie świetlnym jest bezużyteczne, jako że prążki pomimo ich bardzo wysokiej gęstości nie dają się niemal rozpoznać. Nitzschia sublinearis może być odróżniona na podstawie często nieregularnie rozstawionych, wydłużonych fibul, mniejszej gęstości prążków (34–38 w 10 μm), które w mikroskopie świetlnym dają się jeszcze rozpoznać, szczególnie w przypadku większych okazów, ze względu na ich linearne zarysy.